# Campionato mondiale di curling femminile 2023
Il Campionato mondiale di curling femminile 2023 è stata la 44ª edizione del torneo. Si è svolta a Sandviken, in Svezia, dal 18 al 26 marzo 2023.
La Svizzera ha vinto il titolo per la decima volta, la quarta consecutiva, sconfiggendo in finale la Norvegia.

## Squadre qualificate
| Canada | Corea del Sud | Danimarca | Germania | Giappone |
| --- | --- | --- | --- | --- |
| Gimli CC, Gimli Skip: Kerri Einarson Third: Val Sweeting Second: Shannon Birchard Lead: Briane Harris Alternate: Krysten Karwacki | Chuncheon CC, Chuncheon Skip: Ha Seung-youn Third: Kim Hye-rin Second: Yang Tae-i Lead: Kim Su-jin                                                      | Hvidovre CC, Hvidovre & Gentofte CC, Gentofte Skip: Madeleine Dupont Third: Mathilde Halse Second: Denise Dupont Lead: My Larsen Alternate: Jasmin Lander | CC Füssen, Füssen Skip: Daniela Jentsch Third: Emira Abbes Second: Lena Kapp Lead: Analena Jentsch Alternate: Pia-Lisa Schöll        | Tokoro CC, Kitami Skip: Satsuki Fujisawa Third: Chinami Yoshida Second: Yūmi Suzuki Lead: Yurika Yoshida Alternate: Kotomi Ishizaki                                               |
| Italia | Norvegia | Nuova Zelanda | Scozia | Stati Uniti |
| Curling Pinerolo ASD, Pinerolo, ASD Milano CC, Milano, CC Dolomiti, Cortina d'Ampezzo & CC Lago Santo, Trento Skip: Stefania Constantini Third: Marta Lo Deserto Second: Angela Romei Lead: Giulia Zardini Lacedelli Alternate: Camilla Gilberti | Lillehammer CC, Lillehammer Fourth: Kristin Skaslien Skip: Marianne Rørvik Second: Mille Haslev Nordbye Lead: Martine Rønning Alternate: Maia Ramsfjell | Naseby Skip: Bridget Becker Third: Holly Thompson Second: Natalie Thurlow Lead: Ruby Kinney Alternate: Jessica Smith                                      | Curl Aberdeen, Aberdeen Skip: Rebecca Morrison Third: Gina Aitken Second: Sophie Sinclair Lead: Sophie Jackson Alternate: Jenn Dodds | St. Paul CC, Saint Paul, Madison CC, Madison & Duluth CC, Duluth Skip: Tabitha Peterson Third: Cory Thiesse Second: Becca Hamilton Lead: Tara Peterson Alternate: Vicky Persinger |
| Svezia | Svizzera | Turchia | | |
| Sundbybergs CK, Sundbyberg Skip: Anna Hasselborg Third: Sara McManus Second: Agnes Knochenhauer Lead: Sofia Mabergs Alternate: Johanna Heldin | CC Aarau, Aarau Fourth: Alina Pätz Skip: Silvana Tirinzoni Second: Carole Howald Lead: Briar Schwaller-Hürlimann                                        | Milli Piyango CA, Erzurum Skip: Dilşat Yıldız Third: Öznur Polat Second: Mihriban Polat Lead: Berfin Şengül Alternate: İfayet Şafak Çalıkuşu              | | |

## Girone all'italiana

### Classifica
| Legenda | Legenda                      |
| ------- | ---------------------------- |
|         | Qualificata alla fase finale |

| Nazione       | Skip                 | V  | P  | V–P      | PF | PS  | EV | EP | BE | ER | %T    | DSC   |
| ------------- | -------------------- | -- | -- | -------- | -- | --- | -- | -- | -- | -- | ----- | ----- |
| Svizzera      | Silvana Tirinzoni    | 12 | 0  | –        | 92 | 36  | 51 | 29 | 12 | 21 | 85,3% | 33,01 |
| Norvegia      | Marianne Rørvik      | 8  | 4  | –        | 71 | 66  | 45 | 42 | 13 | 13 | 82,7% | 27,94 |
| Canada        | Kerri Einarson       | 7  | 5  | 2–1; 1–0 | 88 | 74  | 53 | 46 | 5  | 16 | 81,5% | 23,69 |
| Italia        | Stefania Constantini | 7  | 5  | 2–1; 0–1 | 75 | 63  | 51 | 47 | 9  | 14 | 81,4% | 30,70 |
| Svezia        | Anna Hasselborg      | 7  | 5  | 1–2; 1–0 | 74 | 71  | 45 | 43 | 6  | 8  | 81,3% | 16,00 |
| Giappone      | Satsuki Fujisawa     | 7  | 5  | 1–2; 0–1 | 73 | 66  | 48 | 43 | 13 | 17 | 79,8% | 29,94 |
| Stati Uniti   | Tabitha Peterson     | 6  | 6  | 1–0      | 80 | 74  | 48 | 51 | 2  | 13 | 83,3% | 28,21 |
| Turchia       | Dilşat Yıldız        | 6  | 6  | 0–1      | 68 | 85  | 46 | 44 | 10 | 13 | 76,5% | 30,14 |
| Corea del Sud | Ha Seung-youn        | 5  | 7  | 2–0      | 66 | 71  | 47 | 47 | 11 | 12 | 79,5% | 29,42 |
| Germania      | Daniela Jentsch      | 5  | 7  | 1–1      | 58 | 70  | 36 | 51 | 11 | 8  | 77,5% | 43,04 |
| Danimarca     | Madeleine Dupont     | 5  | 7  | 0–2      | 68 | 73  | 44 | 52 | 5  | 10 | 78,1% | 51,08 |
| Scozia        | Rebecca Morrison     | 3  | 9  | –        | 86 | 90  | 55 | 55 | 1  | 15 | 78,1% | 63,70 |
| Nuova Zelanda | Bridget Becker       | 0  | 12 | –        | 46 | 106 | 35 | 54 | 2  | 13 | 65,7% | 63,75 |

### Risultati
|               | CAN  | KOR  | DEN  | GER  | JPN  | ITA  | NOR  | NZL   | SCO  | USA  | SWE  | SUI  | TUR   |
| ------------- | ---- | ---- | ---- | ---- | ---- | ---- | ---- | ----- | ---- | ---- | ---- | ---- | ----- |
| Canada        |      | 8–6  | 5–11 | 3–8  | 5–6  | 7–2  | 9–6  | 10–4  | 9–8  | 7–8  | 9–4  | 6–7  | 10–4  |
| Corea del Sud | 6–8  |      | 6–3  | 4–2  | 4–7  | 3–8  | 6–8  | 8–7   | 6–4  | 10–6 | 5–7  | 3–5  | 5–6   |
| Danimarca     | 11–5 | 3–6  |      | 6–7  | 7–6  | 5–7  | 3–7  | 8–5   | 9–7  | 2–7  | 9–4  | 3–7  | 2–5   |
| Germania      | 8–3  | 2–4  | 7–6  |      | 1–7  | 7–4  | 3–6  | 8–2   | 5–12 | 4–6  | 9–3  | 1–9  | 3–8   |
| Giappone      | 6–5  | 7–4  | 6–7  | 7–1  |      | 3–7  | 10–3 | 7–5   | 9–8  | 8–3  | 4–5  | 2–11 | 4–7   |
| Italia        | 2–7  | 8–3  | 7–5  | 4–7  | 7–3  |      | 5–6  | 6–5   | 7–6  | 7–9  | 7–3  | 3–9  | 12–1  |
| Norvegia      | 6–9  | 8–6  | 7–3  | 6–3  | 3–10 | 6–5  |      | 8–1   | 9–6  | 7–5  | 3–6  | 1–6  | 7–6   |
| Nuova Zelanda | 4–10 | 7–8  | 5–8  | 2–8  | 5–7  | 5–6  | 1–8  |       | 3–8  | 1–7  | 2–14 | 1–9  | 10–13 |
| Scozia        | 8–9  | 4–6  | 7–9  | 12–5 | 8–9  | 6–7  | 6–9  | 8–3   |      | 8–7  | 6–9  | 6–7  | 7–10  |
| Stati Uniti   | 8–7  | 6–10 | 7–2  | 6–4  | 3–8  | 9–7  | 5–7  | 7–1   | 7–8  |      | 6–9  | 5–7  | 11–4  |
| Svezia        | 4–9  | 7–5  | 4–9  | 3–9  | 5–4  | 3–7  | 6–3  | 14–2  | 9–6  | 9–6  |      | 3–9  | 7–2   |
| Svizzera      | 7–6  | 5–3  | 7–3  | 9–1  | 11–2 | 9–3  | 6–1  | 9–1   | 7–6  | 7–5  | 9–3  |      | 7–2   |
| Turchia       | 4–10 | 6–5  | 5–2  | 8–3  | 7–4  | 1–12 | 6–7  | 13–10 | 10–7 | 4–11 | 2–7  | 2–7  |       |

## Fase finale
|  | Play-off | Play-off | Play-off |          |   | Semifinali | Semifinali      | Semifinali      |                 |        | Finale | Finale | Finale |  |
|  |          |          |          |          |   |            |                 |                 |                 |        |        |        |        |  |
|  |          |          |          |          |   | 1          | Svizzera        | 8               |                 |        |        |        |        |  |
|  |          |          |          |          |   | 1          | Svizzera        | 8               |                 |        |        |        |        |  |
|  |          |          | 5        | Svezia   | 4 |            |                 |                 |                 |        |        |        |        |  |
|  | 4        | Italia   | 5        | Svezia   | 4 | 3          |                 |                 |                 |        |        |        |        |  |
|  | 4        | Italia   |          |          |   |            |                 |                 |                 |        |        |        |        |  |
|  | 5        | Svezia   | 4        |          |   |            |                 |                 |                 |        |        |        |        |  |
|  | 5        | Svezia   | 4        |          | 1 | Svizzera   | 6               |                 |                 |        |        |        |        |  |
|  |          |          |          |          |   |            |                 |                 |                 |        |        |        |        |  |
|  |          |          | 2        | Norvegia | 3 |            |                 |                 |                 |        |        |        |        |  |
|  |          |          |          | Norvegia | 3 |            |                 |                 |                 |        |        |        |        |  |
|  |          |          |          |          |   |            |                 |                 |                 |        |        |        |        |  |
|  |          |          |          |          |   |            |                 |                 |                 |        |        |        |        |  |
|  |          | 2        | Norvegia | 8        |   |            | Finale 3º posto | Finale 3º posto | Finale 3º posto |        |        |        |        |  |
|  |          |          |          | 8        |   |            |                 |                 |                 |        |        |        |        |  |
|  |          |          | 3        | Canada   | 5 |            |                 |                 |                 |        |        |        |        |  |
|  | 3        | Canada   | 3        | Canada   | 5 | 6          |                 |                 | 5               | Svezia | 5      |        |        |  |
|  | 3        | Canada   |          |          |   |            |                 |                 | 5               | Svezia | 5      |        |        |  |
|  | 6        | Giappone | 4        |          |   | 3          | Canada          | 8               |                 |        |        |        |        |  |

## Classifica finale
| Pos. | Squadra       |
| ---- | ------------- |
| 1    | Svizzera      |
| 2    | Norvegia      |
| 3    | Canada        |
| 4    | Svezia        |
| 5    | Giappone      |
| 5    | Italia        |
| 7    | Stati Uniti   |
| 8    | Turchia       |
| 9    | Corea del Sud |
| 10   | Germania      |
| 11   | Danimarca     |
| 12   | Scozia        |
| 13   | Nuova Zelanda |